# Markus Böhlke
Markus Böhlke (* 1978 in Deutschland) ist ein deutscher Drehbuchautor, Redakteur und Executive Producer, der vor allem durch seine Arbeit an deutschen Fernsehserien bekannt wurde.
Er war unter anderem als Drehbuchautor und Headautor für Serien wie Verbotene Liebe, Unter uns und Bettys Diagnose tätig. Zudem wirkte er als Executive Producer bei der Musikshow That's My Jam mit Bill & Tom Kaulitz auf RTL mit.
Markus Böhlke lebt in Köln.

## Filmografie

### Drehbuch
- 2008–2009: Verbotene Liebe
- 2010: Alles was zählt[1]
- 2019–2021: Bettys Diagnose[1]

### Redaktion/Produktion
- 2021: Sisi (Redaktion)
- 2023: That's My Jam mit Bill & Tom Kaulitz (Executive Producer)